# Ibérico Films
Ibérico o Ibérico Films va ser una productora espanyola, marca de la productora francesa Pathé Frères, situada a Barcelona i fundada i dirigada per Segundo de Chomón des del 1911 al 1912.

## Història
Chomón ja té una experiència laboral com a distribuïdor de pel·lícules de la Pathé el 1904 a Barcelona, on instal·la un taller de tractament de color en pel·lícules en l’actual Carrer Joaquín Costa. Allà destaca la seva activitat amb la Sala Mercè, de Lluís Graner, la primera sala de cinema de la Rambla de Barcelona. El 1909, després de treballar a França amb la Pathé, Chomón retorna a Barcelona com a empresari independent de la Sociedad Chomón Fuster, formada amb l’industrial Joan Fuster el 1910, mantenint la col·laboració amb Pathé Frères. A mitjans de 1911, Chomón funda la productora satèl·lit de Pathé a Barcelona, Ibérico Films.
El que va caracteritzar la producció de la Ibérico, duta a terme entre agost de 1911 i maig de 1912, va ser l'experimentació tècnica amb la coloració de les pel·lícules per part de Chomón. És durant aquesta etapa quan inventa i aplica el seu nou sistema de coloració per estergit mecanitzat Cinemacoloris. Els curtmetratges, a més, eren rodats a Barcelona, però muntats i revelats a París amb les instruccions d’ensambladura, l’ordre de les escenes, la duració, etc., és a dir, amb tots els paràmetres exactes del muntatge. Així és com Chomón va ser un dels precursors del guió tècnic, una noció encara no generalitzada en l’època. Posteriorment, les pel·lícules eren tornades a Barcelona per ser acolorides per l'equip de Chomón amb Cinemacoloris i, finalment, enviades a París per la distribució de Pathé. Tot i la falta de recursos de la indústria catalana de l’època, les pel·lícules d’aquesta etapa mantenen els estàndards de producció internacionals contemporanis. Pathé, fins i tot, va distribuir internacionalment per Europa i Estats Units les cintes produïdes per Ibérico.
La fi d’Ibérico Films es veu determinada quan el 1912 Chomón rep una carta de Giovanni Pastrone en la qual li proposa d’unir-se a l'Itala Film de Turín, amb qui incorporarà les seves innovadores tècniques de coloració i d'efectes visuals en films com Cabiria (1914). És així com Chomón, aquell mateix 1912, abandona Barcelona per traslladar-se a Itàlia.

## Produccions
Degut a la falta de dades i registres, tradicionalment s'ha cregut que Ibérico va produir fins 12 curtmetratges de ficció i 12 documentals. Però, amb les noves troballes documentals, s'han descobert fins a 34 pel·lícules produïdes.

### Curtmetratges de ficció
Alguns dels més destacats són:
- Una noche en el tejado (1911)
- El talismán del vagabundo (1911)
- El santo de Zidor (1911)
- El puñado de rosas (1911)
- El puente de la muerte (1911)
- Adiós de un artista (1911)
- Pulgarcito (1911)
- El iris fantástico (1912)
- El biombo de Cagliostro (1912)
- Superstición andaluza (1912)
- Metamorfosis (1912)
- Toribio tiene la solitaria (1912)
- La casa de los duendes (1912)
- El genio del fuego (1912)[6]

### Curtmetratges documentals
Alguns dels més destacats són:
- Burgos (1911)
- Una excursión a la Isla de Mallorca (1911)
- Sierra del Montseny (1911)
- Escuela de equitación de Toledo (1911)
- Barcelona y su parque (1911)
- La antigua Toledo (1911)
- Gerona, la Venecia española (1912)
- Barcelona, ciudad principal de Cataluña (1912)
- Excursión a Montserrat (1913)
- Excursión a los Pirineos españoles (1913)[6]